# George-Cătălin Bochileanu
George-Cătălin Bochileanu (n. 15 de junio de 1988) es un senador rumano, elegido en 2024 por Unión Salvar Rumania (USR) en el Distrito Electoral para los rumanos residentes fuera de Rumanía. Su mandato comenzó oficialmente el 21 de diciembre de 2024. Como parte de su actividad parlamentaria, forma parte de la Comisión de Política Exterior, la Comisión de Derechos Humanos, Igualdad de Oportunidades, Religiones y Minorías, y la Comisión para los Rumanos en Todas Partes (todas del Senado de Rumania)